# Tattersalls

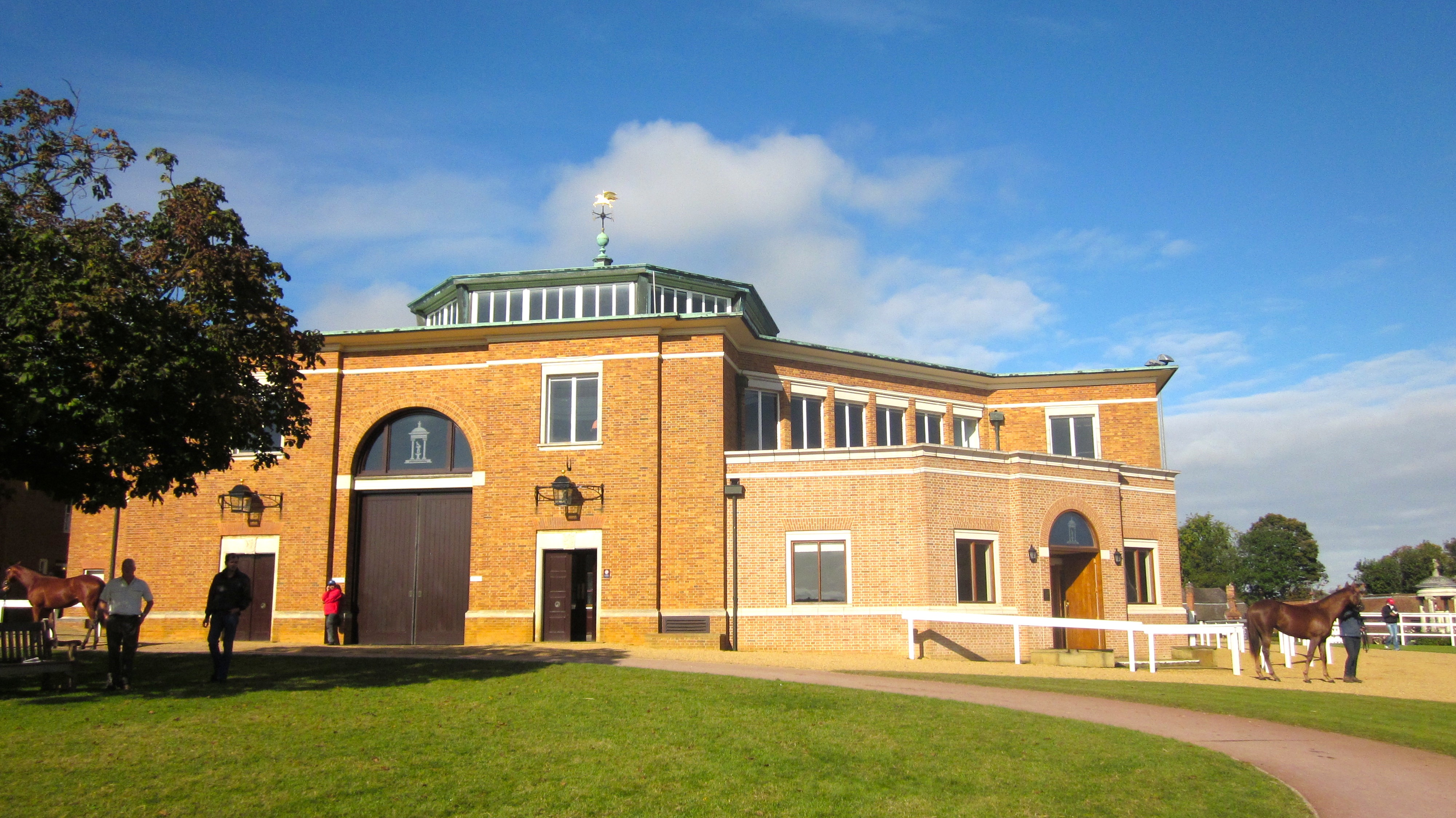
veilinghuis in Newmarket

Tattersalls is een Brits veilinghuis van racepaarden. Het veilinghuis werd in 1766 gesticht door Richard Tattersall (1724-1795), tot dan toe verantwoordelijk voor de paardenstallen van de tweede hertog van Kingston. Hij begon zijn zaken aan Hyde Park Corner, Londen. Twee "inschrijfruimten" waren gereserveerd voor leden van de Jockey Club, en zij werden het rendez-vous voor sportieve en gokkende mannen. Beroemde verkopen voor klanten van Tattersall waren onder andere de hengst van de Hertog van Kingston in 1774 en die van de hengst van de Prins van Wales (later George IV) in 1786. De prins bezocht vaak Richard Tattersall en was gezamenlijk eigenaar met hem van de Morning Post voor meerdere jaren.
Richard Tattersall werd opgevolgd door zijn zoon, Edmund Tattersall (1758-1810), die het bedrijf uitbreidde naar Frankrijk. De derde van de dynastie, Richard Tattersall (1785-1859), de oudste van de drie zonen van Edmund, werd hoofd van de firma bij de dood van zijn vader. Hij had het vermogen en de tact van zijn grootvader en was de vertrouweling van de beste sportmannen van zijn tijd. Een andere Richard Tattersall (1812-1870), zoon van de laatste, nam toen het bevel over het bedrijf. Toen de 99-jarige huurovereenkomst van zijn overgrootvader was afgelopen, verplaatste hij het bedrijf naar Knightsbridge in 1865. Richard werd opgevolgd door zijn neef, Edmund Tattersall (1816-1898), en hij door zijn oudste zoon, Edmund Somerville Tattersall (1863-1942).
Tot vandaag de dag is de naam Tattersall wereldwijd verbonden aan de paardensport in met name het Verenigd Koninkrijk, Ierland, Duitsland, Nederland en Australië.